# Visby
Visby (em sueco: Visby;  ouça a pronúncia) é uma cidade da Suécia, fundada no século X, na então independente ilha báltica de Gotlândia. Administrativamente, Visby é o local de residência do governador do condado de Gotlândia. Há também uma municipalidade sediada na cidade.
Na Suécia atual, Visby é uma cidade de 24 951 habitantes (2021), famosa pelas suas mais de 200 casas de pedra medievais, e sobretudo pelas suas muralhas, praticamente intactas, de 3,4 km que cercam a cidade antiga. As Muralhas de Visby são chamadas de Ringmuren, que poderia ser traduzido como "muro em anel".
Alguns aficcionados chamam Visby a "cidade das rosas e das ruínas".

## Etimologia e uso
O nome da pequena povoação inicial era Vi (”lugar sagrado”, ”lugar de culto”). Em consequência do seu crescimento posterior, foi adicionada a palavra by (”grande povoação”) ao seu nome,  resultando isso na forma Visby. 
A cidade está mencionada como Wisby, em 1225.

Em textos em português costuma ser usada a forma original Visby.

| “ | A cidade de Visby é a maior cidade da ilha sueca de Gotland…  | ” |
|   | — Félix Alfredo Larrañaga, Acordos e tratados internacionais. |   |

## História
Entre os séculos XII e XIV, Visby foi um importante centro da Liga Hanseática.                                                                         
Em 1361, a cidade foi conquistada pelo rei dinamarquês Valdemar Atterdag.                                                                                  Mais tarde, em 1525, foi destruída pelos alemães de Lübeck.                                                                                 
Em 1645, a Gotlândia tornou-se sueca, pela Paz de Brömsebro, depois de 300 anos de ocupação dinamarquesa.

Durante o movimento de Cristianização das terras bálticas e a época da fundação de Riga por volta de 1200, Visby tornou-se a cidade mãe de Riga.
A cidade hanseática de Visby foi declarada Patrimônio Mundial pela UNESCO em 1995.

## Educação

### Ensino superior
A cidade conta com o Campus Gotland da universidade de Uppsala.

#### Universidades e escolas superiores
- Campus Gotland

## Turismo
Desde 1984, comemora-se no início do mês de agosto (32° semana do ano) em Gotland, e principalmente em Visby, a Semana medieval. A festa, com grandes espetáculos históricos, torneios de cavaleiros (justas), concertos, mercados medievais e várias outras atividades culturais, assinala a conquista da ilha pelo rei dinamarquês Valdemar Atterdag, no ano 1361.

## Património histórico, cultural e turítico
Alguns pontos turísticos mais procurados atualmente são:
- Museu da Gotland (Gotlands museum)[16]
- Cidade hanseática de Visby (Hansestaden Visby)[17]
- Jardim botânico de Visby (Botaniska trädgården)[18]
- Muralhas de Visby (Visby ringmur)[19]
- Catedral de Visby (Visby Sankta Maria domkyrka)[20]
- Semana de Almedal (Almedalsveckan)

## Personalidades ligadas a Visby
- Christopher Polhem (1661-1751), inventor e industrialista

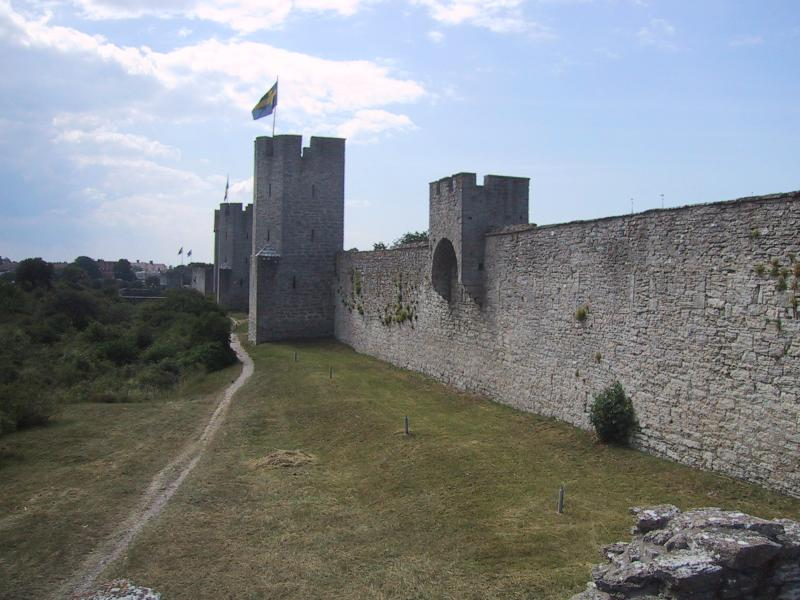
Muralhas de Visby
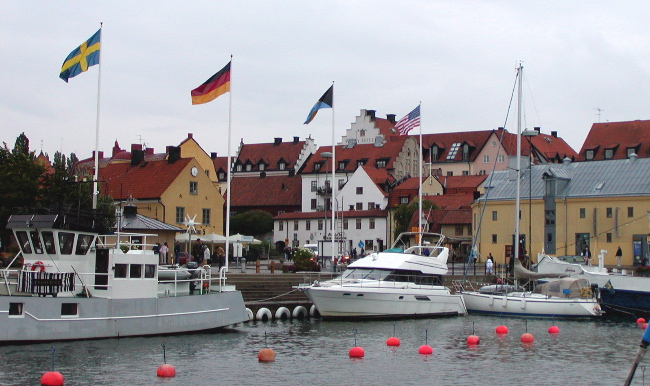
Porto de Visby
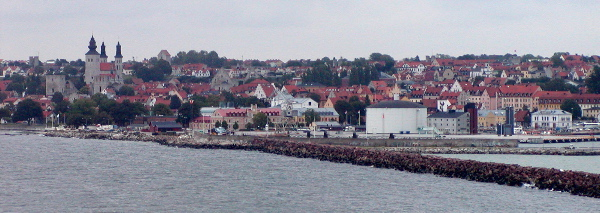
Panorama de Visby